# B-Junioren-Bundesliga
Die B-Junioren-Bundesliga (auch B-Jugend-Bundesliga oder U17-Bundesliga) war im Fußball die höchste deutsche Spielklasse für B-Junioren (U17). Sie wurde 2007 gegründet und war in die Staffeln Nord/Nordost, West  und Süd/Südwest mit jeweils 14 Mannschaften gegliedert. Ihre jeweiligen drei Staffelsieger sowie einer der Vizemeister spielten zum Saisonende den deutschen B-Junioren-Meister aus.
Vorläufer der B-Junioren-Bundesliga waren die B-Jugend-Regionalligen. Im Sommer 2007 wurden die Regionalligen Nord und Nordost sowie Süd und Südwest jeweils zu Bundesliga-Staffeln zusammengelegt. Die Regionalliga-Staffel West wurde lediglich aufgewertet. Nach der Saison 2023/24 wurde die B-Junioren-Bundesliga von der U17-DFB-Nachwuchsliga abgelöst.

## Staffeleinteilung
In der Staffel Nord/Nordost spielen Mannschaften des Norddeutschen und des Nordostdeutschen Fußballverbands. Der Bundesligastaffel sind die Regionalligen Nord und Nordost untergeordnet. Die Meister dieser beiden Regionalligen steigen direkt auf. Die Vizemeister spielen in Hin- und Rückspiel den dritten Aufsteiger aus.
In der Staffel Süd/Südwest spielen Mannschaften des Süddeutschen und des Südwestdeutschen Fußballverbands. Der Bundesligastaffel sind die Oberligen Hessen und Baden-Württemberg, die Regionalliga Südwest und die Bayernliga untergeordnet. Die Meister der Bayernliga und der Oberliga Baden-Württemberg steigen direkt in die Bundesliga auf. Die Meister der Regionalliga Südwest und der Oberliga Hessen ermitteln in Hin- und Rückspiel den dritten Aufsteiger.
In der Staffel West spielen Mannschaften des Westdeutschen Fußballverbands. Der Bundesligastaffel sind die Verbandsligen Westfalen, Niederrhein und Mittelrhein untergeordnet, deren Meister in die Bundesliga aufsteigen.

## Modus
Jede Mannschaft spielt zweimal gegen alle anderen Mannschaften ihrer Staffel; einmal auf eigenem Platz und einmal auswärts. Ein Sieg wird mit drei, ein Unentschieden mit einem Punkt bewertet. Die am Saisonende jeweils drei letztplatzierten Mannschaften der Staffeln steigen ab.
Das Halbfinale der Endrunde wird im Hin- und Rückspiel, das Finale in einem Spiel ausgetragen. In der Saison 2007/08 spielten in dieser Endrunde die drei Staffelsieger sowie der Vizemeister der Staffel Süd um die Deutsche Meisterschaft. Seit Beginn der Saison 2008/09 qualifiziert sich jedoch nicht mehr automatisch der Vizemeister der Süd-Staffel, sondern der Vize-Meister derjenigen Staffel, die in drei vorhergehenden Spielzeiten die erfolgreichsten Teilnehmer der Endrunde stellte. Zu deren Bestimmung wird eine Leistungstabelle erstellt, in der für die Deutsche Meisterschaft drei Punkte, für die Endspielteilnahme zwei Punkte und für die beiden unterlegenen Halbfinalisten jeweils ein Punkt vergeben werden. Bezogen auf die Staffel, die zwei Teilnehmer gestellt hat, werden jedoch nur die Punkte des Bestplatzierten gewertet. Sollten zwei Staffeln die gleiche Punktzahl erreicht haben, entscheidet das Ergebnis der vorangegangenen Saison.
Die Leistungstabelle für die Meisterschaft 2023 errechnet sich aus den Ergebnissen der Spieljahre 2018, 2019 und 2022:
| Jahr      | Nord/Nordost | Süd/Südwest | West |
| --------- | ------------ | ----------- | ---- |
| 2019      | 1            | 1           | 3    |
| 2022      | 1            | 2           | 3    |
| 2023      | 2            | 1           | 3    |
| Insgesamt | 4            | 4           | 9    |

Damit stellt die Staffel West zwei Vertreter für die Endrunde 2024.

## Staffelsieger und Meister
Rekordmeister sind Hertha BSC (Nord/Nordost, 6 Meisterschaften), der VfB Stuttgart (Süd/Südwest, 5) und Borussia Dortmund (West, 6).
Die jeweiligen deutschen Meister sind fettgedruckt.
| 2007/08   | Hertha BSC        | TSG 1899 Hoffenheim     | Borussia Dortmund        | 1. FC Kaiserslautern (S/SW) |
| 2008/09   | VfL Wolfsburg     | FC Bayern München       | Borussia Mönchengladbach | VfB Stuttgart (S/SW)        |
| 2009/10   | Hertha BSC (2)    | Eintracht Frankfurt     | Bayer 04 Leverkusen      | VfB Stuttgart (S/SW)        |
| 2010/11   | Werder Bremen     | VfB Stuttgart           | 1. FC Köln               | TSG 1899 Hoffenheim (S/SW)  |
| 2011/12   | Hertha BSC (3)    | 1. FC Nürnberg          | 1. FC Köln (2)           | VfB Stuttgart (S/SW)        |
| 2012/13   | Hertha BSC (4)    | VfB Stuttgart (2)       | FC Schalke 04            | Werder Bremen (N/NO)        |
| 2013/14   | RB Leipzig        | 1. FSV Mainz 05         | Borussia Dortmund (2)    | Hertha BSC (N/NO)           |
| 2014/15   | RB Leipzig (2)    | VfB Stuttgart (3)       | Borussia Dortmund (3)    | Hannover 96 (N/NO)          |
| 2015/16   | VfL Wolfsburg (2) | VfB Stuttgart (4)       | Borussia Dortmund (4)    | Bayer 04 Leverkusen (W)     |
| 2016/17   | Werder Bremen (2) | FC Bayern München (2)   | FC Schalke 04 (2)        | Borussia Dortmund (W)       |
| 2017/18   | RB Leipzig (3)    | FC Bayern München (3)   | Borussia Dortmund (5)    | Bayer 04 Leverkusen (W)     |
| 2018/19   | VfL Wolfsburg (3) | FC Bayern München (4)   | Borussia Dortmund (6)    | 1. FC Köln (W)              |
| 2019/20 2 | Hertha BSC (5)    | 1. FSV Mainz 05 (2)     | 1. FC Köln (3)           | keiner                      |
| 2020/21 2 | keiner            | keiner                  | keiner                   | keiner                      |
| 2021/22   | Hertha BSC (6)    | VfB Stuttgart (5)       | FC Schalke 04 (3)        | Fortuna Düsseldorf (W)      |
| 2022/23   | VfL Wolfsburg (4) | TSG 1899 Hoffenheim (2) | FC Schalke 04 (4)        | Arminia Bielefeld (W)       |
| 2023/24   | RB Leipzig (4)    | Eintracht Frankfurt (2) | Bayer 04 Leverkusen (2)  | Borussia Dortmund (7) (W)   |